# Hamada (geografia)

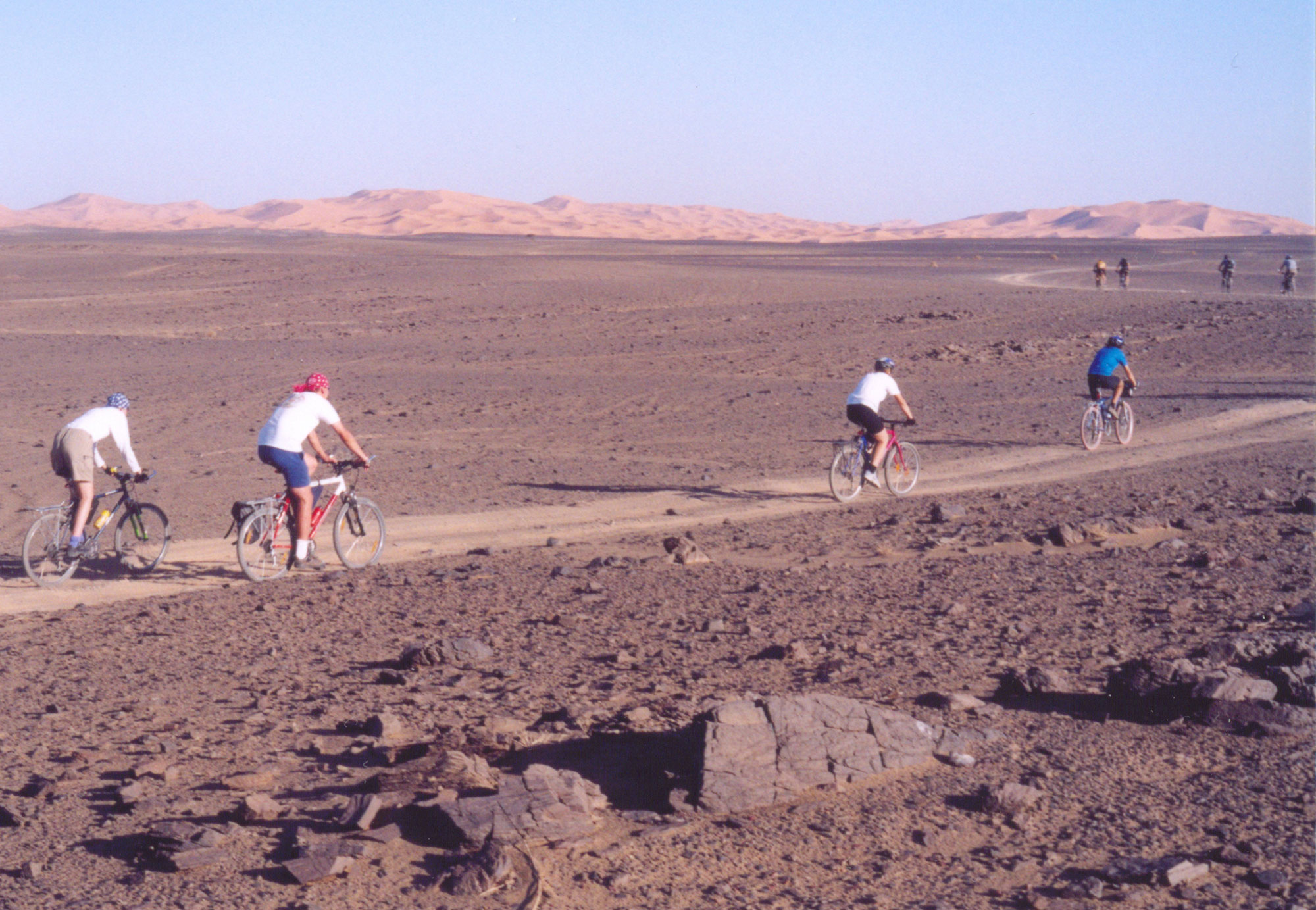
Hamada nas vizinhanças do Erg Chebbi, no sudeste de Marrocos

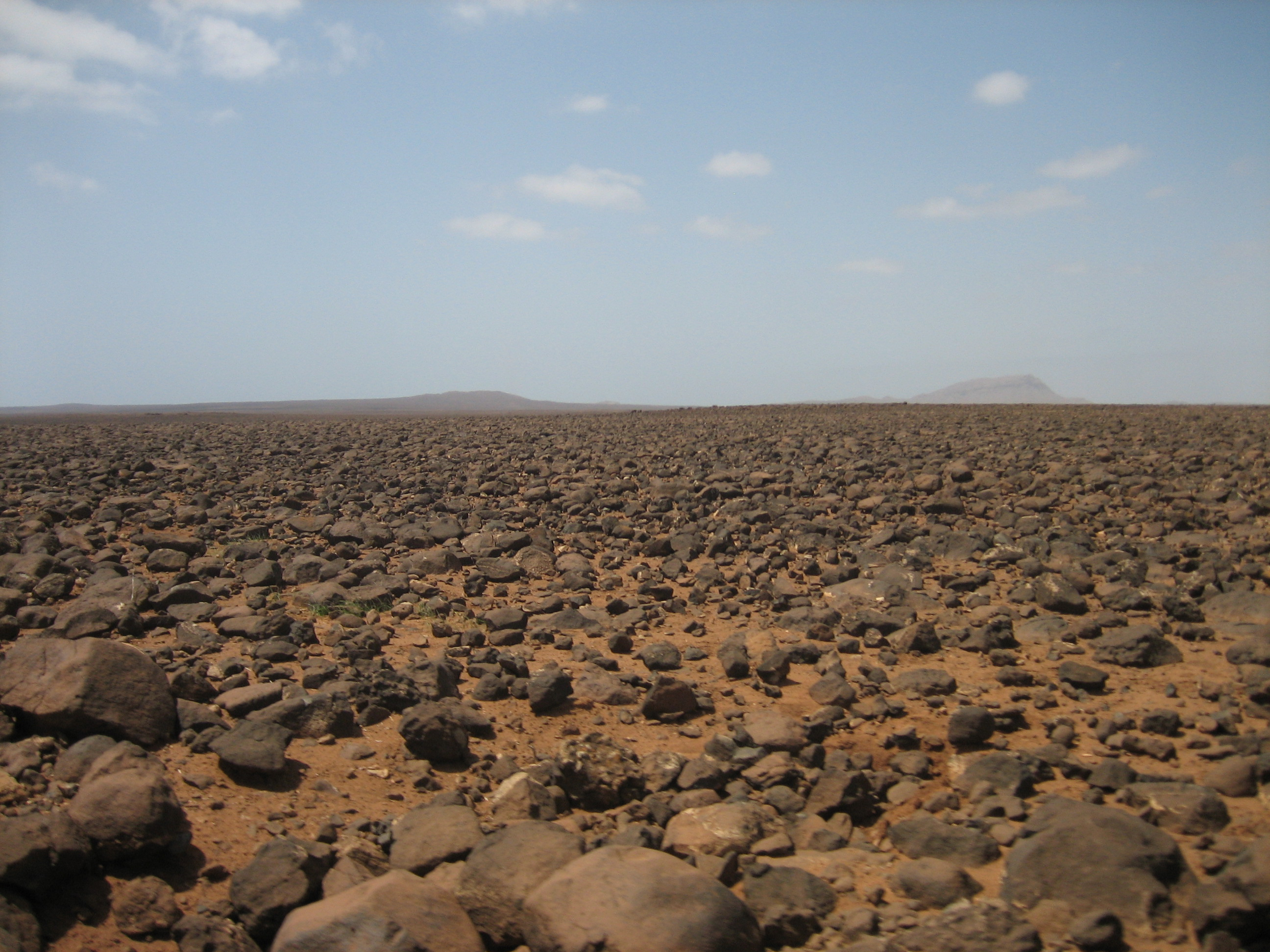
Hamada na Ilha da Boa Vista, Cabo Verde

Hamada ou hammada (em árabe: حمادة é um termo árabe que designa um tipo de deserto pedregoso, na maior parte das vezes caracterizado por uma paisagem árida, solo duro, com lajes de e mesetas rochosas e muito pouca areia. Outro termo aplicado a esse tipo de terrenos é reg, embora esta designação se aplique mais especificamente a uma planície pedregosa, enquanto hamada se aplica mais a planaltos e mesetas.
A superfície duma hamada é composta por rochas planas cobertas de cascalho de dimensões superiores aos 6 centímetros.
As hamadas contrastam com os ergues, outro tipo de paisagem típica dos desertos, os quais são zonas de dunas que são constantemente modificadas pela ação dos ventos e que por isso são chamadas de dunas migratórias.
A maior hamada do mundo é a Hamada do Drá,[carece de fontes?] no noroeste do deserto do Saara, que se estende entre Marrocos, Argélia e o Saara Ocidental. Ao contrário da crença generalizada, a maior parte (70%) do Saara é ocupado por hamadas e não por dunas de areia. Hamada é um termo comum na toponímia do Saara.

## Formação
A origem das hamadas deve-se provavelmente à denudação provocada pelo vento durante milhões de anos com clima seco, que arrastou toda a areia para as planícies onde acabou por acumular-se formando as dunas dos ergs. O vento elimina os produtos finos da meteorização, num processo conhecido deflação: as partículas mais finas são eliminadas, enquanto a areia é extraída através de saltação[a] e superfície de arrasto[b], deixando atrás de si uma paisagem de cascalho, pedras roladas e e rocha nua.